# Павлов, Александр Иванович (Герой Советского Союза)
Александр Иванович Павлов (1906—1966) — капитан Рабоче-крестьянской Красной Армии, участник советско-финской и Великой Отечественной войн, Герой Советского Союза (1940).

## Биография
Александр Павлов родился 20 августа 1906 года в деревне Козы (ныне — Порховский район Псковской области). После окончания неполной средней школы работал заместителем председателя сельсовета. В 1939 году Павлов был призван на службу в Рабоче-крестьянскую Красную Армию. Окончил курсы политработников.
Участвовал в боях советско-финской войны, будучи заместителем политрука 158-го мотострелкового батальона 13-й лёгкой танковой бригады 7-й армии Северо-Западного фронта. 13 февраля 1940 года в бою за населённый пункт Ляхде (ныне — Выборгский район Ленинградской области) Павлов заменил собой выбывшего из строя политрука роты, уничтожив дзот и два противотанковых орудия. 18 февраля 1940 года он переправился через реку Перойоки (ныне — Перовка) и принял активное участие в последующих боях. Несмотря на полученное обморожение, остался в строю.
Указом Президиума Верховного Совета СССР от 21 марта 1940 года за «образцовое выполнение боевых заданий командования на фронте борьбы с финской белогвардейщиной и проявленные при этом отвагу и геройство» младший политрук Александр Павлов был удостоен высокого звания Героя Советского Союза с вручением ордена Ленина и медали «Золотая Звезда» за номером 474.
Участвовал в боях Великой Отечественной войны с июня 1941 года в должности комиссара 120-го отдельного моторизованного батальона РГК. До мая 1942 года воевал на Ленинградском фронте. В августе 1942 года участвовал в боях под Гжатском, где 18 числа был тяжело ранен и контужен. Врачам пришлось ампутировать ему левое предплечье. После длительного лечения в госпиталях в июне 1944 года был назначен заместителем начальника бронетанкового завода № 17 по политической части (Львовский военный округ). После окончания войны в звании капитана Павлов был уволен в запас. Проживал и работал в Порхове. Умер 22 сентября 1966 года.
Был также награждён орденом Красной Звезды и рядом медалей.